# Галеотос, Сэм
Сэм Э. Галео́тос (англ. Sam E. Galeotos; род. 7 мая 1958, Шайенн, Вайоминг, США) — греко-американский бизнесмен, председатель совета директоров компании Green House Data (2014—н. в.). Кандидат от Республиканской партии в губернаторы Вайоминга (2018). Член Американо-греческого прогрессивного просветительского союза (AHEPA) и Ордена святого апостола Андрея (архонт депутатос Вселенского Патриархата, 2018).

## Биография
Родился и вырос в Шайенне. Предки Галеотоса иммигрировали в США из Греции: по линии отца — в начале 1900-х годов из Триполи (Аркадия, Пелопоннес), по линии матери — из Фессалоников. С начала XX века семейство Галеотос занимается ресторанным бизнесом, владея гриль-баром/таверной «Uncle Charlie’s» в Шайенне.
В 1976 году окончил Центральную среднюю школу Шайенна.
Окончил Аризонский университет со степенью бакалавра делового администрирования и Уортонскую школу бизнеса Пенсильванского университета (1999).
Работал в авиакомпании Delta Air Lines, на протяжении многих лет в туристической индустрии, в частности в качестве CEO компании CheapTickets, занимал руководящие посты в компаниях Galileo, Worldspan и Cendant.

## Личная жизнь
Женат, имеет двух дочерей.
Активный прихожанин греческой православной церкви.